# Nai-Chico

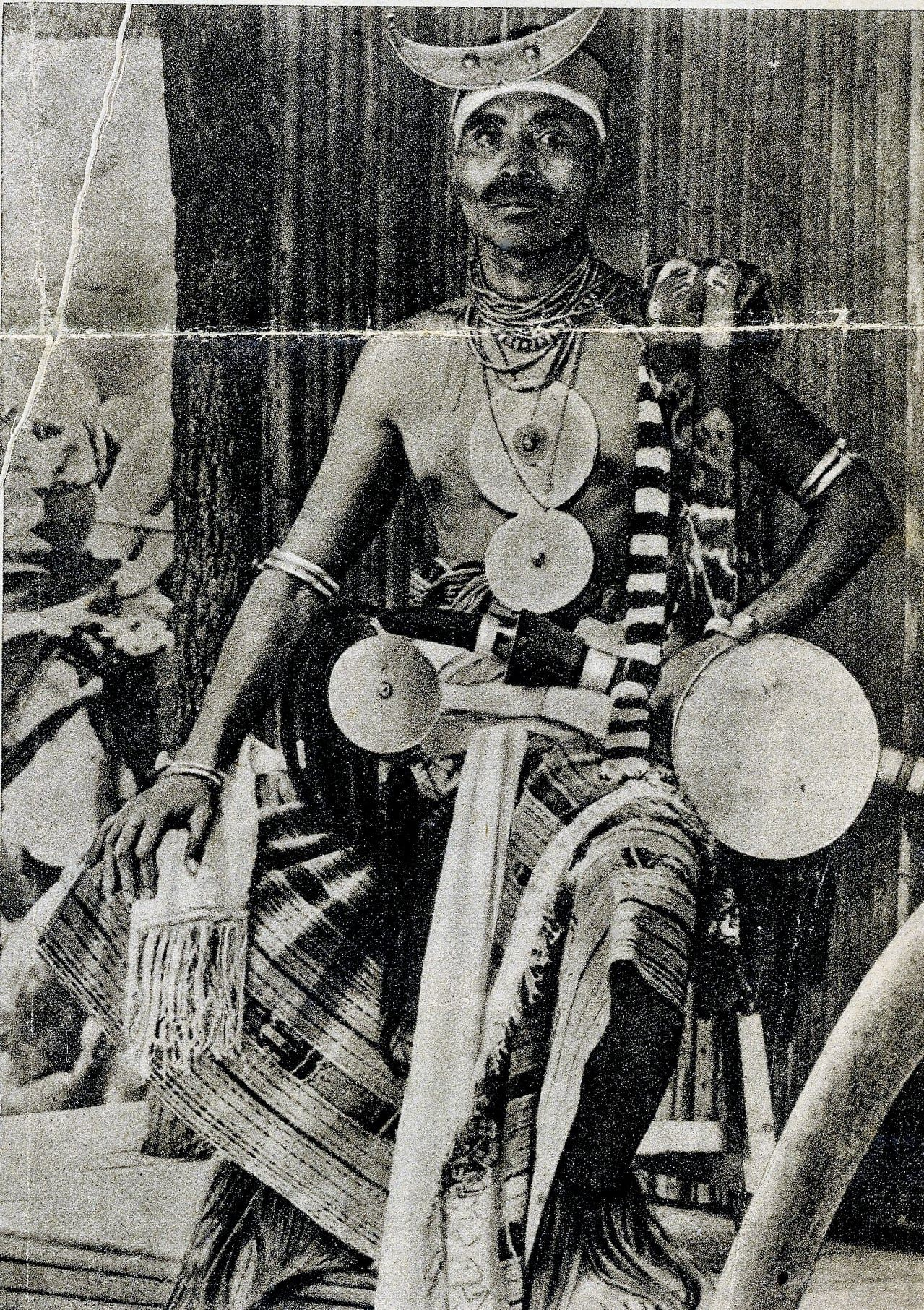
Nai-Chico

Nai-Chico († 5. Mai 1943 in Hato-Udo, Ainaro, Portugiesisch-Timor), christlicher Name Francisco Costa Corte-Real, war Liurai von Hato-Udo, im heutigen Osttimor. Er gehörte der Ethnie der Mambai an.
Nach dem Tod seines letzten Bruders nahm Aleixo Corte-Real, Liurai von Ainaro, Nai-Chico als seinen Bruder an.
Zu Beginn des Zweiten Weltkriegs reiste Nai-Chico nach Portugal. Im Mittelmeer wurde das Schiff, auf dem er fuhr, von einem Flugzeug angegriffen. Während alle anderen in Deckung gingen, blieb Nai-Chico mitten auf dem Deck stehen und fotografierte das angreifende Flugzeug.
Im Mai 1943 musste Dom Aleixo aus seiner Heimat in Soro vor den japanischen Invasoren fliehen. Im Ort Hato-Udo wurden er und Nai-Chico von japanischen Truppen und ihren timoresischen Verbündeten gestellt und am 5. Mai gefangen genommen.
Dom Aleixo sah keine Chance zu entkommen. Nach japanischen Berichten versuchte er die japanische Wache am Eingang zu töten. Nach einem kurzen Ringen wurde Dom Aleixo durch einen Stich mit einem Schwert in die Brust getötet. Nai-Chico wurde von einem anderen Japaner erschossen. Schließlich waren 80 Männer aus Ainaro tot, nur drei blieben am Leben. Ein Timorese namens Siri-Buti schnitt Dom Aleixo und Nai-Chico nach timoresischer Kriegstradition (Funu) die Köpfe ab und brachte sie nach Betano. Portugiesische Quellen geben an, dass Dom Aleixo und seine Anhänger hingerichtet wurden.